# Apeadeiro de Bencanta
O Apeadeiro de Bencanta (nome anteriormente grafado como "Bemcanta"), é uma interface da Linha do Norte, que serve a localidade de Bencanta, no município de Coimbra, em Portugal.

## Descrição

### Localização e acessos
Este apeadeiro tem acesso pela estrada de Bencanta, junto à localidade com o mesmo nome.

### Infraestrutura
Como apeadeiro numa linha de via dupla, esta interface apresenta-se nas duas vias de circulação (I e II) cada uma acessível por plataforma — respetivamente com 155 e 157 m de comprimento e alturas variando entre, respetivamente, 78 e 25 cm, e 68 e 30 cm.

### Serviços
Em dados de 2023, esta interface é servida por comboios de passageiros da C.P. de tipo suburbano, com quinze circulações diárias em cada sentido, entre Coimbra e Figueira da Foz, e de tipo regional, com onze circulações diárias no sentido Coimbra-Figueira e doze no sentido inverso.

## História
Este apeadeiro situa-se no troço da Linha do Norte entre as estações de Taveiro e Estarreja, que entrou ao serviço em 10 de Abril de 1864, pela Companhia Real dos Caminhos de Ferro Portugueses.